# Valmari Toikka
Valmari Toikka född 27 december 1902 i Kannusjärvi, död 21 december 1990 i Veckelax, var en finsk längdåkare. Han var med i de olympiska vinterspelen i Lake Placid på 18 kilometer och kom sjunde plats.